# Marine Isotope Stage

De wisselende verhouding van de isotopen ^{16}O en ^{18}O gedurende de laatste 5 miljoen jaar. Onder aan de horizontale as is de paleomagnetische tijdschaal afgebeeld (Lisiecki & Raymo, 2005).

Een Marine Isotope Stage, (Engels voor: mariene isotopen-etage); acroniem: MIS, is een onderverdeling in de chronostratigrafie, gebaseerd op grond van de veranderingen in de verhouding tussen lichte en zware isotopen van zuurstof, zoals die wordt aangetroffen in kalkige fossielen uit diepzeekernen. Deze stratigrafie wordt ook wel de oceaanstratigrafie genoemd; een vroeger gebruikt acroniem is OIS (Engels: Oxygen Isotope Stage).

## Zuurstofisotopen: het principe
Zuurstof komt in drie verschillende isotopen voor: 16O, 17O en 18O. De verhouding waarin zij in de atmosfeer voorkomen is zeer ongelijk: 16O is het algemeenst met 99,759%, de beide andere isotopen zijn met respectievelijk 0,0374% (17O) en 0,2039% (18O) aanwezig. Alle drie de isotopen van zuurstof zijn in gebonden vorm aanwezig in al het water op Aarde. Door de uitwisseling van water(damp) tussen de atmosfeer en de oceanen is de verhouding tussen de isotopen van zuurstof in het water een weerspiegeling van die uit de atmosfeer. De aanwezigheid van verschillende isotopen van zuurstof in water heeft invloed op de verdamping. Door het verschillend soortelijk gewicht van deze isotopen vindt bij verdamping differentiatie plaats. De lichtere zuurstofisotoop 16O zal eerder verdampen dan het 12% zwaardere 18O, met als gevolg dat de zwaarder isotoop, 18O, relatief meer voorkomt in het zeewater en de lichtere isotoop 16O, relatief meer in de atmosfeer. Tijdens warmere perioden regent verdampt water met het lichte zuurstofisotoop op den duur weer uit. Deze neerslag komt via de natuurlijke kringloop uiteindelijk weer in de oceanen terecht. Op deze wijze wordt het natuurlijk evenwicht in de verhouding tussen de zuurstofisotopen in het water weer hersteld. Tijdens koudere perioden daarentegen bestaat neerslag echter meer uit sneeuw. Sneeuw die op het land valt blijft nu op hogere breedten relatief vaker liggen en bouwt zich op, waardoor uiteindelijk landijskappen ontstaan. De waterkringloop wordt daardoor voor langere tijd gedeeltelijk onderbroken, wat tot gevolg heeft dat een gedeelte van de lichtere zuurstofisotoop 16O gedurende deze periode aan de oceaan wordt onttrokken. Tijdens koudere perioden bevat het oceaanwater dus relatief meer water met de zware zuurstofisotoop 18O dan tijdens warmere perioden.
De verhouding (en de verandering daarin) van de zuurstofisotopen wordt in het zeewater duurzaam vastgelegd in de kalk (calciumcarbonaat) waaruit veel zee-organismen hun skelet opbouwen. Het meten van de isotopenverhouding in deze kalkskeletjes geeft dus een belangrijke aanwijzing over het wereldwijde klimaat. Voor dit onderzoek wordt meestal gebruikgemaakt van de schaaltjes van foraminiferen.
Het verdampingseffect is niet het enige effect dat speelt, maar wel het belangrijkste. Bij lage watertemperatuur wordt naar verhouding meer 18O vastgelegd in de kalk van foraminiferenschaaltjes. Voor de isotoopverhouding van deze schaaltjes komt dit effect boven op de fractionering als gevolg van de verdamping. Beide effecten werken in dezelfde richting maar het verdampingseffect is het grootst.

## Zuurstof isotopen etages
Cesare Emiliani suggereerde dat veranderingen van de oceaanwatertemperatuur, die gerelateerd zijn aan de glaciale/interglaciale cycli, gevolgen moesten hebben voor de stabiele isotopensamenstelling van de oceaan. Daardoor zou de verhouding van de zuurstofisotopen in de kalk waaruit de schaaltjes van foraminiferen zijn opgebouwd en die in boringen worden aangetroffen, direct beïnvloed worden. Uit het feit dat de variaties in de isotopenverhouding ook terug te vinden waren in de isotopensamenstelling van benthische foraminiferen, die in de diepzee leven waar nauwelijks sprake is van temperatuurveranderingen, leidde Shackleton af dat de variaties vooral veroorzaakt worden door de opslag van het lichte zuurstofisotoop in het landijs. De isotoopvariaties konden daarmee gerelateerd worden aan het volume van het landijs en daarmee ook aan de hoogte van de zeespiegel. De afwisseling in de isotopenverhouding en het feit dat zij overal in de oceaan op min of meer vergelijkbare wijze plaatsvindt en met andere verschijnselen in verband staat, maakt dit verschijnsel zeer geschikt voor de opstelling van een wereldwijd in de oceaan bruikbare stratigrafie met een hoge resolutie. De afwisseling treedt op gedurende het hele Kwartair en is tot ver daarvoor traceerbaar. Het verband met de afwisseling van warme en koude tijden tijdens het Kwartair, de glacialen en de interglacialen zoals die in de landstratigrafie bekend zijn werd al snel gelegd. Tevens werd duidelijk dat deze variaties direct in verband staan met de veranderingen in de Milanković-parameters.

## Nummering van etages
Om een werkbare stratigrafie te verkrijgen zijn de periodiek opvolgende pieken en dalen in de isotopenverhouding van de oceaan genummerd: tijdperken met lage waarden van 18O hebben oneven nummers en tijdperken met hoge waarden even nummers. Deze tijdperken hebben de stratigrafische status van etage en worden marine isotope stages (MIS) genoemd. Binnen deze etages treden ondergeschikte variaties in de isotoopverhouding op. Deze kleinere pieken en dalen heeft men met letters gecodeerd, meestal a tot en met e (van jong naar oud). Zo is bijvoorbeeld MIS 5 weer in vijf onderetages verdeeld: MIS 5a, 5b, 5c, 5d en 5e, waarvan 5e de oudste (of eerste) onderetage van MIS 5 is. Het huidige interglaciaal, het Holoceen heeft nummer 1 en wordt dus als MIS 1 aangeduid. Het laatste glaciaal, het Weichselien loopt van MIS 2 tot en met MIS 5d en is daarmee in de nummering een uitzondering. Dat komt doordat MIS 3 bij het toewijzen van de nummers als een warme periode werd beschouwd, vergelijkbaar met de huidige. Dat bleek later niet het geval te zijn: MIS 3 is een interstadiaal binnen het Weichselien. De koudste periode binnen het Weichselien is MIS 2: hierin vond de grootste landijsuitbreiding tijdens dit glaciaal plaats. Binnen het Kwartair worden momenteel 103 isotopen etages onderscheiden. In principe bevat elke etage minstens één interglaciaal en één glaciaal maar soms is het patroon ingewikkelder. De duur van elke etage is niet tijdens het hele Kwartair gelijk. De gemiddelde lengte van een etage tijdens het Laat- en Midden Pleistoceen is ongeveer 100 Ka, terwijl tijdens het grootste deel van het Vroeg Pleistoceen de tijdsduur ongeveer 40 Ka bedroeg. Tussen beide tijdperken bevindt zich een overgangsperiode, de zgn Mid Pleistocene Transition. Gedurende dit tijdperk verandert niet alleen de lengte (en daarmee de periodiciteit) maar ook de amplitude van de klimaatschommelingen: de interglacialen worden warmer maar vooral de glacialen worden kouder. Vooral de periode waarin een koel tot koud klimaat heerst wordt langer. 

## Datering
Door aan boorkernen waaraan isotopenonderzoek is gedaan ook ander onderzoek te doen is het mogelijk meer te zeggen over de ouderdom van bepaalde isotopenetages. Als de ouderdom van een isotopenetage op één plaats goed is vastgesteld, geldt deze ouderdom voor de betreffende etage wereldwijd. Deze ouderdomsbepalingen hoeven dus niet aan dezelfde boorkern verricht te zijn. Ouderdomsbepalingen van verschillende etages in twee verschillende kernen zijn in beide kernen geldig. Op deze wijze is een wereldwijde chronostratigrafie opgebouwd. Zo is bijvoorbeeld de paleomagnetische Brunhes-Matuyama grens vastgesteld in MIS 19. Omdat de ouderdom van die grens elders op het land met een radiometrische ouderdomsbepaling is vastgesteld op 780 ka, betekent dat dat MIS 19 een ouderdom van ongeveer 780 ka heeft. Paleontologische gegevens worden ook veel gebruikt voor de absolute datering van etages. Het eerste of laatste verschijnen van bepaalde planktonische foraminiferen, dinoflagellaten, etc. is vaak al ergens van bekend. Als zo'n eerste of laatste voorkomen in een bepaalde etage consequent wordt gevonden dan kan die ouderdom voor de betreffende etage gebruikt worden.

## Stacks

De SPECMAP-curve met MIS 1-21. Onder aan de horizontale as is de paleomagnetische tijdschaal afgebeeld.

Omdat boringen door lokale omstandigheden altijd curven opleveren die kleine verschillen laten zien, is geprobeerd een algemene curve te maken die als standaard kan dienen. Dit kan gedaan worden door curven van verschillende boringen over elkaar heen te leggen en met behulp van statistische methoden een gemiddelde curve daaruit te destilleren. Men noemt een dergelijke curve een 'stack' (Engels voor 'stapel'). Om daartoe in staat te zijn is het nodig te beschikken over boringen waarin weinig of geen (belangrijke) hiaten aanwezig zijn. Daarvoor is het nodig om zo veel mogelijk punten in de curve te hebben die met andere methoden gedateerd zijn. Veelgebruikte stacks zijn de SPECMAP-curve en de curve van Lisiecki & Raymo (2005).

## Correlatie
Correlatie tussen marine isotope stages en continentale afzettingen is niet altijd eenvoudig. Zo is inmiddels bekend dat MIS 5e weliswaar ongeveer overeenkomt met wat in de landstratigrafie het Eemien genoemd wordt, maar dat de exacte grenzen niet gelijk zijn. Het Eemien, zoals gedefinieerd op basis van pollenstudies, blijkt namelijk later te beginnen en later te eindigen dan MIS 5e. Het Eemien is het interglaciaal voor het laatste glaciaal, het Weichselien. Gegevens verkregen uit ijskernen hebben mogelijkheden gecreëerd om de overgang van Eemien naar Weichselien beter te kunnen dateren. Correlatie tussen MIS's en ijskerngegevens vindt onder meer plaats door de zuurstofisotoopwaardes van het ijs te vergelijken met de zuurstofisotoopwaardes van planktonische foraminiferen uit diepzeekernen. Beide zijn namelijk primair gerelateerd aan temperatuur.